# 复兴运动博物馆 (博洛尼亚)

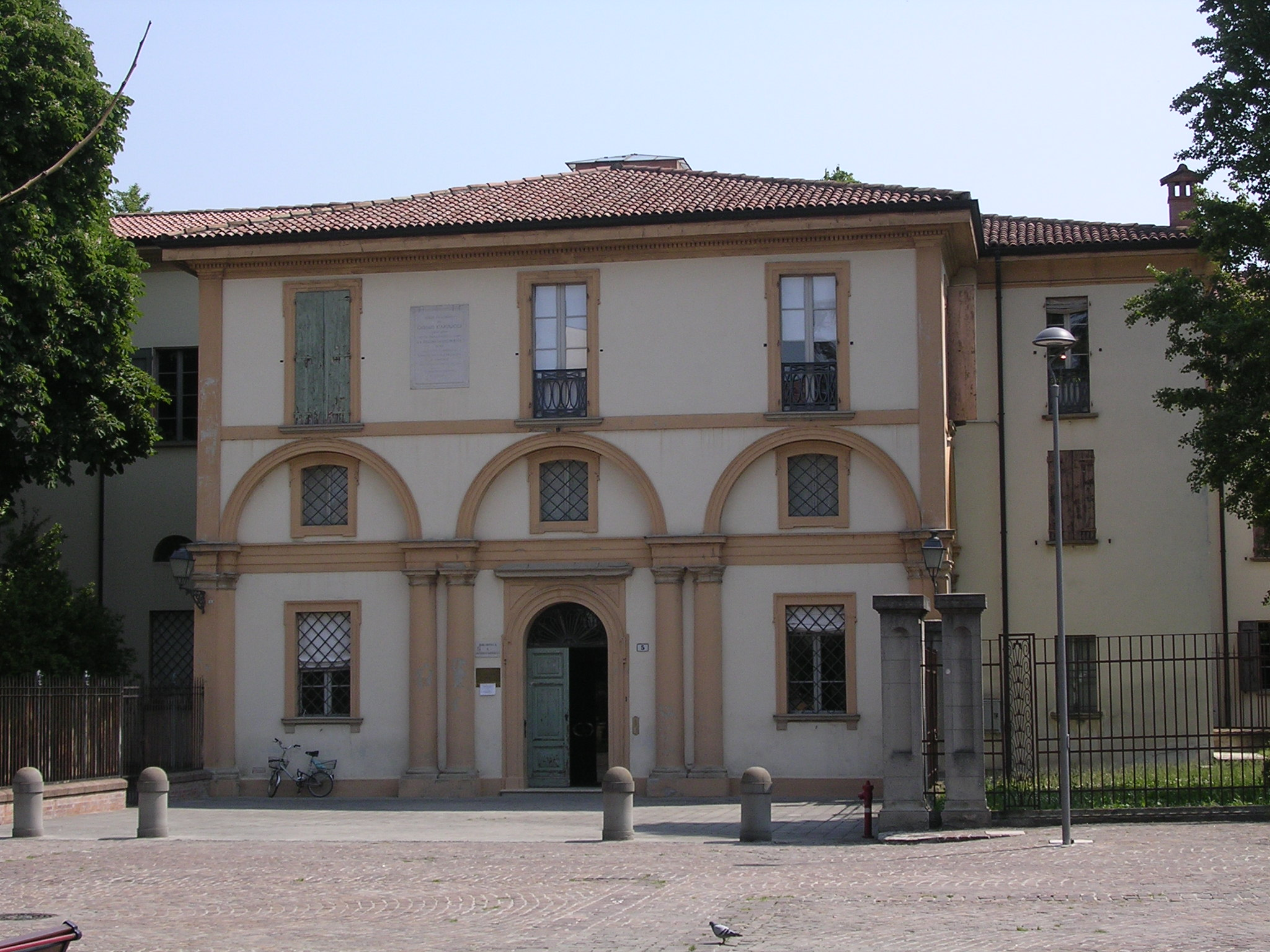
卡尔杜奇府

复兴运动博物馆（意大利语：Museo civico del Risorgimento）位于意大利博洛尼亚市中心卡尔杜奇广场（Piazza Carducci）5号卡尔杜奇府（Casa Carducci）的底楼。

## 皮翁博圣母堂
在成为博物馆之前，该地点的一部分已有一座痛苦之母堂（Madonna della Pietà），俗称皮翁博圣母堂（Madonna del Piombo）。因为这里有一块斯潘迪奥·萨维利在铅板上刻的圣母浮雕，此外还有一个传说，在16世纪的第一年，在城墙附近玩耍的年轻人发现了圣像，于是建立了小堂，后来发展为正式教堂。
这座教堂在1712年被烧毁，但很快被1752年完成的一座新堂所取代。该堂的立面拥有三个圆形拱门。拿破仑占领后，教堂关闭，物品出售给古董商。
装饰教堂的艺术家包括安东尼奥·罗西、埃尔科勒·格拉齐亚尼、加埃塔诺·费拉尼、朱塞佩·奥尔索尼、安东尼奥·吉奥尼玛和洛伦佐·巴西里 
。
直到1990年，博物馆才设于目前的卡尔杜奇府（Casa Carducci），包括教堂。卡尔杜奇府是诗人焦苏埃·卡尔杜奇的最后一处住宅，他在1906年被授予诺贝尔文学奖。

## 博物馆
1893年6月12日，博洛尼亚复兴运动博物馆（见意大利统一）落成。博物馆展出了从拿破仑入侵到第一次世界大战结束的历史。主要展品分为5个时代：
- 拿破仑时代（1796-1814）
- 教宗国的复兴（1815-1848）
- 复兴运动的史诗 （1848-1860）
- 意大利统一（1860-1914）
- 大战中的博洛尼亚 （1915-1918）

几十年来，博物馆的范围和主题有所不同。博物馆成立初期的重点是争取意大利主权的爱国活动。在第一次世界大战期间和之后，这场冲突被定义为第四次独立战争。法西斯主义增加了新的焦点，大意大利的理想，通过侵略殖民战争，组建了意属东非，意大利干预西班牙内战，以及第二次世界大战。博物馆于1943年首次关闭，直到1954年才重新开放。法西斯战争现在不再是关注的焦点，反法西斯抵抗运动则被视为第二次复兴运动。博物馆于1962年到1975年再次关闭，现在专注于意大利卷入第二次世界大战之前的历史。